# Dècada del 360
La dècada del 360 comprèn el període que va des de l'1 de gener del 360 fins al 31 de desembre del 369.

## Esdeveniments
- 369: creació de l'alfabet gòtic.[1]

## Personatges destacats
- Ambròs de Milà.[2]
- Basili de Cesarea.[3]